# Avelengo
Avelengo är en ort och kommun i provinsen Sydtyrolen i regionen Trentino-Sydtyrolen i Italien. Kommunen hade 778 invånare (2018).